# ذوق مكايل
ذوق مكايل هي قرية لبنانية من قرى قضاء كسروان في محافظة جبل لبنان.

## توأمة
لذوق مكايل اتفاقيات توأمة مع:
- روي-مالميزون (1971 - )[3]

## أعلام
- فؤاد نفاع
- فيليب تقلا
- علي مزهر
- أنطون قازان